# Lillo del Bierzo
Lillo del Bierzo es una localidad del municipio de Fabero, dentro de la comarca de El Bierzo, en la provincia de León, comunidad autónoma de Castilla y León (España).

## Situación
Se accede por la carretera LE-714. Está situado a una altitud de 800 metros y se encuentra a 2 kilómetros de Fabero.
Limita con las siguientes localidades:
- Al N con San Pedro de Paradela.
- Al NE con Argayo del Sil.
- Al S con Otero de Naraguantes.
- Al SO con Fabero.
- Al O con Bárcena de la Abadía.

## Historia
La localidad de Lillo del Bierzo se asentaría sobre un antiguo castro astur, habiendo nacido la actual localidad como tal en la Edad Media, integrándose en el Reino de León, en cuyo seno se habría acometido su fundación o repoblación y se recogen sus primeras referencias documentales.
Ya en el siglo XV, con la reducción de ciudades con voto en Cortes a partir de las Cortes de 1425, Lillo pasó a estar representado por León, lo que le hizo formar parte de la provincia de León en la Edad Moderna, situándose dentro de ésta en el partido de Ponferrada.
Posteriormente, en la Edad Contemporánea, en 1821 Lillo fue una de las localidades que pasó a formar parte de la provincia de Villafranca, si bien al perder ésta su estatus provincial al finalizar el Trienio Liberal, en la división de 1833 Lillo quedó adscrito a la provincia de León, dentro de la Región Leonesa.
Finalmente, a partir de la revolución industrial es cuando Lillo tuvo su mayor auge tanto económico como demográfico, gracias al descubrimiento y explotación de sus minas de carbón de antracita.

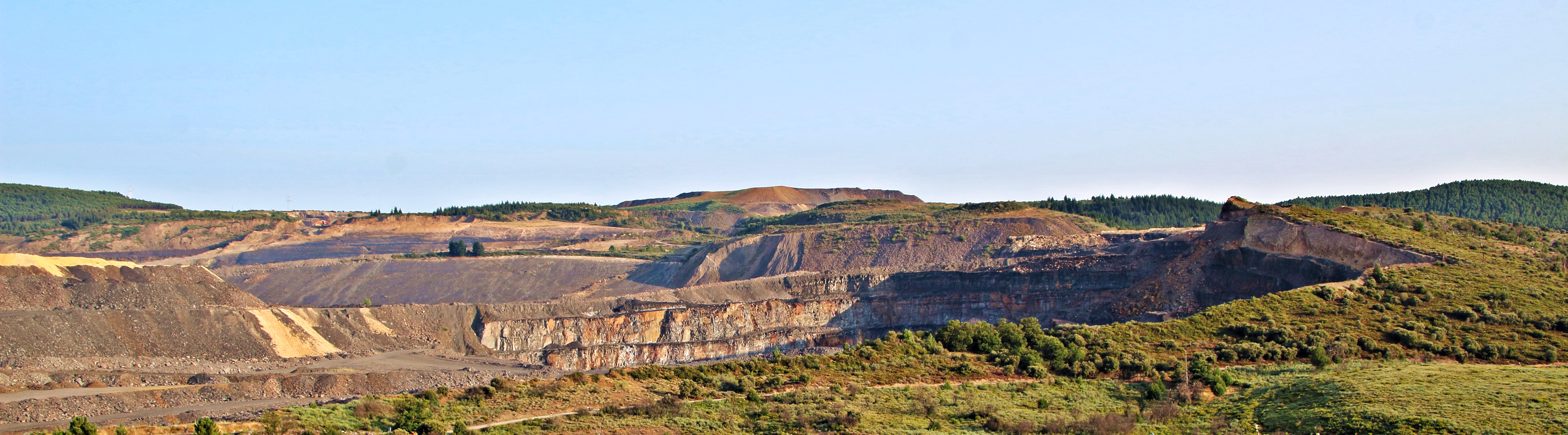
La corta de Fabero en Lillo del Bierzo

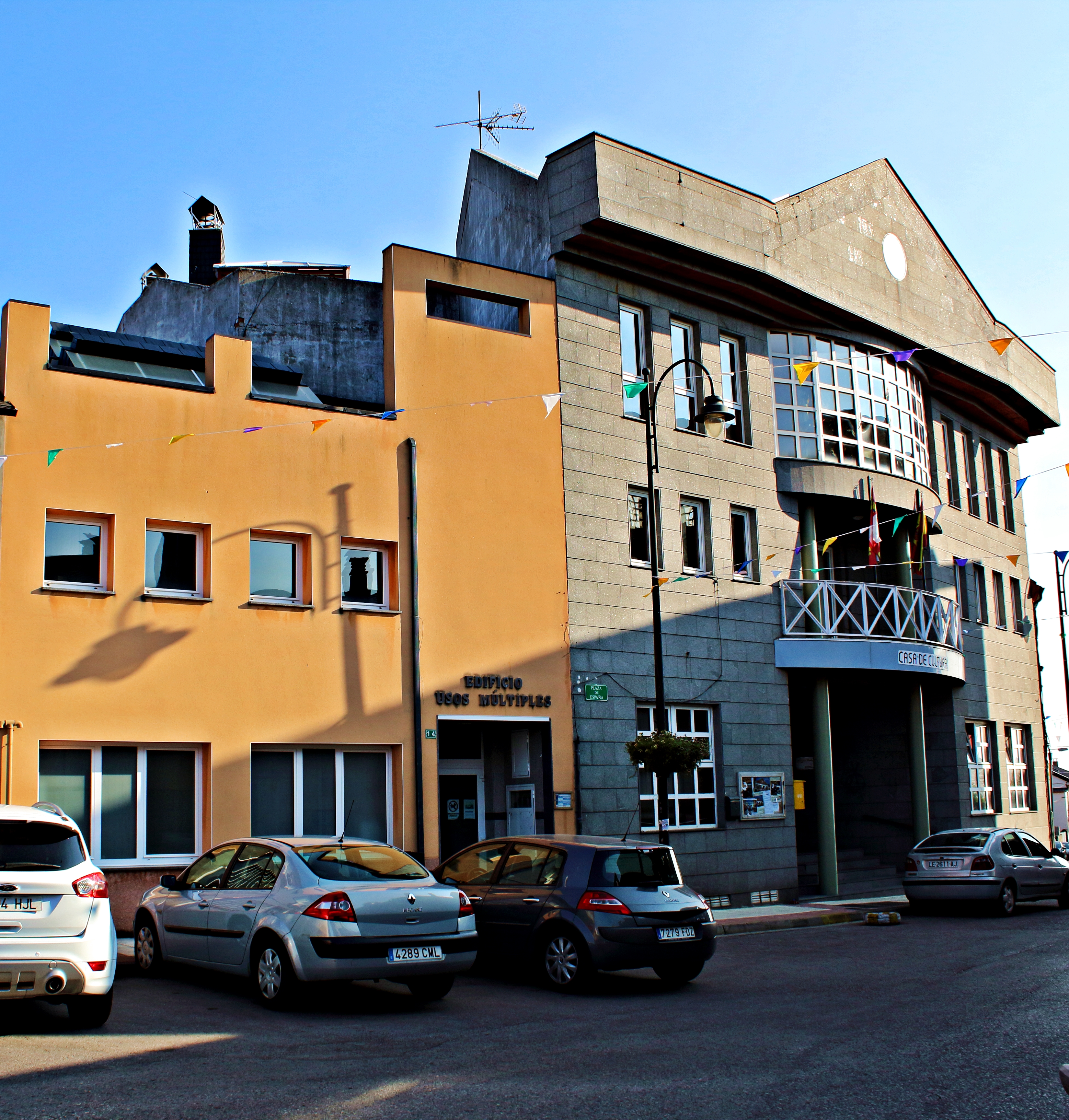
Edificio de usos múltiples y casa de la cultura de Lillo del Bierzo

## Evolución demográfica
En 2017 Lillo del Bierzo contaba con una población de 614 habitantes, de los cuales 310 eran hombres y 304 mujeres. (INE 2017).
| Gráfica de evolución demográfica de Lillo del Bierzo entre 2000 y 2017 |
|                                                                        |
|                                                                        |